# کاستان
کاستان روستایی در دهستان قاضی بخش سملقان شهرستان مانه و سملقان استان خراسان شمالی ایران است.

## جمعیت
بر پایه سرشماری عمومی نفوس و مسکن در سال ۱۳۹۵ جمعیت این مکان ۸۰۳ نفر (۲۳۲خانوار) بوده‌است.
زبان مردم این روستا ترکی خراسانی می‌باشد.